# Correlació creuada

Comparació visual de convolució, correlació creuada i autocorrelació.

La correlació creuada és usada de vegades en estadística per referir-se a la covariància cov (X, I) entre dos vectors aleatoris X i I. En processament de senyals, la correlació creuada (o de vegades anomenada "covariància creuada") és una mesura de la similitud entre dos senyals, sovint utilitzada per trobar característiques rellevants en un senyal desconegut per mitjà de la comparació amb un altre que sí que es coneix. És funció del temps relatiu entre els senyals, de vegades també se l'anomena producte escalar desplaçat, i té aplicacions en el reconeixement de patrons i en criptoanàlisi.

## Definició formal
Donades dues funcions discretes f i i gi la correlació creuada es defineix com:
{\displaystyle (F\star g)_{i}\ {\stackrel {\mathrm {def} }{=}}\ \sum _{j}f_{j}^{*}\,g_{r+j}}
on la sumatòria es realitza sobre valors sencers de j apropiats, i l'asterisc està indicant el conjugat.
Per al cas de dues funcions contínues f (x) i g (x) la correlació creuada es defineix com:
{\displaystyle (F\star g)(x)\ {\stackrel {\mathrm {def} }{=}}\ \int f^{*}(t)g(x+t)\,dt}
on la integral es realitza per a valors apropiats de  t .
La correlació creuada té una naturalesa similar a la convolució de dues funcions. Difereix en el fet que la correlació no involucra una inversió de senyal com passa a la convolució.
Si {\displaystyle X} i {\displaystyle I} són variables aleatòries independents amb distribucions de probabilitat f i g, respectivament, llavors la distribució de probabilitat de la diferència {\displaystyle -X+Y} està donada per la correlació creuada f {\displaystyle \star } g. En contrast, la convolució f {\displaystyle *} g dona la distribució de probabilitat de la suma {\displaystyle X+Y}

## Propietats
La correlació creuada es relaciona amb la convolució de la següent manera:
{\displaystyle F(t)\star g(t)=f^{*}(-t)*g(t)}
llavors si  f  o  g  és una funció parella
{\displaystyle (F\star g)=f*g}
També: {\displaystyle (f\star g)\star (f\star g)=(f\star f)\star (g\star g)}